# Sometimes You Can't Make It on Your Own
Singles de U2
All Because of You (chanson)
(2005) City of Blinding Lights
(2005)
Sometimes You Can't Make It on Your Own est une chanson du groupe de rock irlandais U2 sortie le 7 février 2005 sous le label Island Records. C'est le troisième single (et la troisième piste) de leur 11e album How to Dismantle an Atomic Bomb, publié en 2004. Dans ce morceau lyrique, presque un air d'opéra, Bono évoque ses rapports conflictuels avec son père, récemment disparu.
 À sa sortie, Sometimes You Can't Make It on Your Own a accédé à la première place des charts au Royaume-Uni devenant ainsi le sixième single numéro un du groupe dans ce pays. Le morceau s'est hissé également au sommet des classements en Espagne et au Canada. La chanson a remporté les Grammy Awards 2006 de la chanson de l'année et de la meilleure prestation vocale rock par un groupe ou un duo.

## Classements
| Pays                                    | Positions |
| --------------------------------------- | --------- |
| Allemagne (Media Control AG)            | 23        |
| Australie (ARIA)                        | 19        |
| Autriche (Ö3 Austria Top 40)            | 25        |
| Belgique (Flandre Ultratop 50 Singles)  | 31        |
| Belgique (Wallonie Ultratop 50 Singles) | 32        |
| Canada (Canadian Singles Chart)         | 1         |
| Danemark (Tracklisten)                  | 2         |
| Espagne (PROMUSICAE)                    | 1         |
| États-Unis (Modern Rock Tracks)         | 29        |
| Finlande (Suomen virallinen lista)      | 11        |
| France (SNEP)                           | 60        |
| Irlande (Irish Singles Chart)           | 3         |
| Italie (FIMI)                           | 2         |
| Norvège (VG-lista)                      | 6         |
| Nouvelle-Zélande (RMNZ)                 | 12        |
| Pays-Bas (Nederlandse Top 40)           | 5         |
| Royaume-Uni (UK Singles Chart)          | 1         |
| Suède (Sverigetopplistan)               | 24        |
| Suisse (Schweizer Hitparade)            | 39        |